# Sempu (Ngancar)
Sempu is een bestuurslaag in het regentschap Kediri van de provincie Oost-Java, Indonesië. Sempu telt 3188 inwoners (volkstelling 2010).